# Jaroslav Sedláček (teolog)
Jaroslav Sedláček (4. února 1860 Hostomice – 3. ledna 1925 Praha-Smíchov) byl český katolický kněz a profesor biblického studia a semitských jazyků.

## Život
Jaroslav Sedláček se narodil v Hostomicích části zvané Rokle čp. 247 v rodině mlynáře Josefa Sedláčka a jeho ženy Anny rodem Hněvkovské. Byl nejmladší a většina jeho starších sourozenců (Julie 1843-1844, Karel 1847-1849, Jaroslav 1848-1850, další syn Jaroslav 1851-1856), zemřeli záhy po narození. Zřejmě v roce 1866 zahájil Jaroslav Sedláček školní docházku na Městské škole v Hostomicích. V dalším studiu pokračoval již v Praze, kde v letech 1869-1871 studoval na Staroměstském gymnáziu, avšak do třetího ročníku přestoupil na Novoměstské německé státní vyšší gymnázium, které tehdy sídlilo na Příkopech a studoval zde v letech 1871-1873. V dalším studiu pokračoval opět na Staroměstském gymnáziu, kde studia ukončil v roce 1877 maturitní zkouškou.
V letech 1877-1879 pokračoval na Univerzitě ve Vídni, kde studoval teologii.
Po návratu téhož roku nastoupil na biskupský teologický diecézní institut v Litoměřicích, kde pobyl pouze jeden semestr. V letním semestru třetího ročníku pak pokračoval na teologické fakultě Karlo-Ferdinandovi univerzity v Praze. Studoval zde mimo jiné ve třetím ročníku církevní dějiny u prof.Dr.Josefa Schindlera, morální teologii u Dr.Václava Frinda, ve čtvrtém ročníku pastorální teologii u prof. Dr.Smolíka a církevní právo u prof. Klementa Borového – vše s dobrým prospěchem. Základní čtyřleté teologické studium ukončil v roce 1881. Doktorská studia, která obsahovala studium vyšší exegeze a semitských jazyků, absolvoval Sedláček za pouhé tři roky na teologické fakultě v Praze v letech 1886–1889.
V letech 1881-1882 působil nejprve jako katecheta na české a německé škole na Kladně. V červenci roku 1882 mu bylo uděleno kněžské svěcení z rukou arcibiskupa Bedřicha Schwarzenberga, v době následující zahájil Sedláček svou duchovní praxi v Sedleci u Karlových Varů, kde působil jako kaplan až do roku 1884 a ve školním roce 1884/85 působil opět jako katecheta na Kladně.
V letech 1885-1888 pokračoval Sedláček v doktorských studiích na teologické fakultě a jeho působištěm se stal kostel Nejsvětější trojice v Praze ve Spálené ulici, kde plnil funkci kooperátora a katechety, tyto funkce zastával také v letech 1888-1894 při chrámu svatého Jindřicha a sv. Kunhuty v Jindřišské ulici. V letech 1891-1924 působil na teologické fakultě Karlovy univerzity, kde vyučoval biblická studia Starého Zákona a semitských jazyků.
V roce 1924 prof. Sedláček odešel z důvodu nemoci z teologické fakulty UK a v lednu roku 1925 na Smíchově v nemocnici sester Boromejek zemřel. Následně byl pohřben na hřbitově Malvazinky.
Dílo biblisty a jazykovědce Jaroslava Sedláčka je obsáhlé, čítá téměř 13 monografií, 3 skripta, 38 slovníkových hesel, 3 příspěvky do sborníků a věstníků, 8 recenzí a 73 článků v dobovém tisku. Jaroslav Sedláček publikoval převážně v letech 1888–1916.

## Vyznamenání
- Během svého života také získal Rytířský řád Božího hrobu jeruzalémského